# Humberto Mansilla
Humberto Mansilla Arzola (* 22. Mai 1996 in Temuco) ist ein chilenischer Leichtathlet, der sich auf den Hammerwurf spezialisiert hat. 2021 und 2023 wurde er Südamerikameister in dieser Disziplin.

## Sportliche Laufbahn
Humberto Mansilla sammelte im Jahr 2012 erste internationale Wettkampferfahrung im Hammerwurf. Ende Oktober trat er bei den U18-Südamerikameisterschaften im argentinischen Mendoza an und konnte dort die Silbermedaille gewinnen. Zudem siegte er bei den U23-Meisterschaften seines Heimatlandes. 2013 qualifizierte er sich zunächst für die U18-Weltmeisterschaften in Donezk. Dort warf er den Hammer in der Qualifikation auf 70,04 m, was mit dem Jugendwurfgewicht von 5 kg sein schwächstes Saisonergebnis darstellte. Damit verpasste er den Einzug in das Finale. Im August und im Oktober gewann er anschließend jeweils die Bronzemedaille bei den U20-Panamerikameisterschaften und den U20-Südamerikameisterschaften. 2014 gewann Mansilla im April die Goldmedaille bei den Chilenischen U20-Meisterschaften. Bereits im März nahm er in seiner Heimat an den Südamerikaspielen teil und belegte im Finale den sechsten Platz. Ende Juli nahm er in den USA an den U20-Weltmeisterschaften teil. Dort warf er in der Qualifikation den Hammer auf 71,28 m, die nicht für den Einzug in das Finale ausreichten. Anfang Oktober trat er dann in der höheren Altersklasse erstmals bei U23-Südamerikameisterschaften an und konnte mit einer Weite von 65,27 m die Silbermedaille gewinnen.
2015 gewann Mansilla erneut die Goldmedaille bei den Juniorenmeisterschaften seines Heimatlandes. Ende Mai trat er in Ecuador bei den U20-Südamerikameisterschaften an und gewann diesmal die Silbermedaille. Mitte Juni gab er in Lima seine Premiere bei den Südamerikameisterschaften. Auf Anhieb zog er in das Finale ein und verpasste als Vierter nur knapp die Medaillenränge. Ende Juli reiste er nach Kanada und nahm in Toronto ebenfalls zum ersten Mal an den Panamerikanischen Spielen teil. Dort belegte er im Finale den zehnten Platz. Später startete er, ebenfalls in Kanada, bei den U20-Panamerikameisterschaften. Dort gewann er eine weitere Medaille, diesmal war es die Goldene. 2016 stieg Kehr in die Altersklasse der Erwachsenen auf. Im September nahm er zum zweiten Mal an U23-Südamerikameisterschaften teil und gewann, nach der Silbermedaille 2014, diesmal die Goldmedaille, wobei er zugleich mit 72,67 m eine neue Bestleistung aufstellte. 2017 steigerte Mansilla Mitte Mai im rheinland-pfälzischen Haßloch seine Bestleistung auf 74,41 m. Ende Juni startete er in Paraguay bei seinen zweiten Südamerikameisterschaften. Nach dem vierten Platz 2015, konnte er diesmal die Silbermedaille gewinnen.
Anfang Juni 2018 vertrat Mansilla in Bolivien Chile zum zweiten Mal bei den Südamerikaspielen. Im Finale warf er den Hammer mit 74,71 m auf eine neue Bestweite und gewann damit die Silbermedaille. Ende September folgte dann seine dritte und letztmalige Teilnahme an den U23-Südamerikameisterschaften. Im Finale gewann er zum zweiten Mal die Goldmedaille. Seine Siegesweite von 76,87 m stehen seitdem als seine persönliche Bestleistung zu Buche. Mit ihr brach er seinen bereits zuvor aufgestellten Meisterschaftsrekord und stellte zudem einen neuen U23-Südamerikarekord auf. 2019 wurde Mansilla Anfang April Chilenischer Vizemeister. Im Mai nahm er in Lima zum insgesamt dritten Mal an den Südamerikameisterschaften teil und gewann erneut die Silbermedaille. Das gleiche vollbrachte er im August als er, ebenfalls in Lima, bei seiner erneuten Teilnahme an den Panamerikanischen Spielen Silber für sein Heimatland gewann. Aufgrund seiner Saisonleistungen schaffte er es sich auch erstmals für die Weltmeisterschaften zu qualifizieren, bei denen er Anfang Oktober in Doha an den Start ging. Dort kam er auf eine Weite von 72,68 m und schied damit nach der Qualifikation aus.
2021 steigerte sich Mansilla im Mai auf eine Weite von 77,70 m, hält damit den Nationalrekord und qualifizierte sich für die Olympischen Sommerspiele in Tokio. Ende des Monats trat er zum dritten Mal bei den Südamerikameisterschaften an und gewann in Ecuador nach zuvor zwei Silbermedaillen seinen ersten Titel. Ende Juli trat er in der Qualifikation bei den Olympischen Spielen an. Er warf den Hammer auf 74,76 m, verpasste damit als 17. den Einzug in das Finale. 2022 nahm er in den USA an seinen zweiten Weltmeisterschaften teil und konnte sein erstes WM-Finale erreichen. Mit einem Wurf auf 73,91 m beendete er es als Zehnter. 2023 konnte Mansilla seinen Meistertitel von 2021 bei den Südamerikameisterschaften in Brasilien erfolgreich verteidigen. Einen Monat danach trat er in Budapest auch wieder bei den Weltmeisterschaften an. In der Qualifikation kam er auf 72,80 m und verpasste damit das Finale.

## Wichtige Wettbewerbe
| Jahr              | Veranstaltung                 | Ort               | Platz             | Disziplin         | Weite             |
| Startet für Chile | Startet für Chile             | Startet für Chile | Startet für Chile | Startet für Chile | Startet für Chile |
| ----------------- | ----------------------------- | ----------------- | ----------------- | ----------------- | ----------------- |
| 2012              | U18-Südamerikameisterschaften | Mendoza           | 2.                | Hammerwurf (5 kg) | 66,61 m           |
| 2013              | U18-Weltmeisterschaften       | Donezk            | 21.               | Hammerwurf (5 kg) | 70,04 m           |
| 2013              | U20-Panamerikameisterschaften | Medellín          | 3.                | Hammerwurf (6 kg) | 68,44 m           |
| 2013              | U20-Südamerikameisterschaften | Resistencia       | 3.                | Hammerwurf (6 kg) | 66,82 m           |
| 2014              | Südamerikaspiele              | Santiago de Chile | 6.                | Hammerwurf        | 63,96 m           |
| 2014              | U20-Weltmeisterschaften       | Eugene            | 16.               | Hammerwurf (6 kg) | 71,28 m           |
| 2014              | U23-Südamerikameisterschaften | Montevideo        | 2.                | Hammerwurf        | 65,27 m           |
| 2015              | U20-Südamerikameisterschaften | Cuenca            | 2.                | Hammerwurf (6 kg) | 78,69 m           |
| 2015              | Südamerikameisterschaften     | Lima              | 4.                | Hammerwurf        | 66,83 m           |
| 2015              | Panamerikanische Spiele       | Toronto           | 10.               | Hammerwurf        | 66,14 m           |
| 2015              | U20-Panamerikameisterschaften | Edmonton          | 1.                | Hammerwurf (6 kg) | 74,42 m           |
| 2016              | U23-Südamerikameisterschaften | Lima              | 1.                | Hammerwurf        | 72,67 m           |
| 2017              | Südamerikameisterschaften     | Asunción          | 2.                | Hammerwurf        | 73,16 m           |
| 2018              | Südamerikaspiele              | Cochabamba        | 2.                | Hammerwurf        | 74,71 m           |
| 2018              | U23-Südamerikameisterschaften | Cuenca            | 1.                | Hammerwurf        | 76,87 m           |
| 2019              | Südamerikameisterschaften     | Lima              | 2.                | Hammerwurf        | 73,00 m           |
| 2019              | Panamerikanische Spiele       | Lima              | 2.                | Hammerwurf        | 74,38 m           |
| 2019              | Weltmeisterschaften           | Doha              | 25.               | Hammerwurf        | 72,68 m           |
| 2021              | Südamerikameisterschaften     | Guayaquil         | 1.                | Hammerwurf        | 75,83 m           |
| 2021              | Olympische Sommerspiele       | Tokio             | 17.               | Hammerwurf        | 74,76 m           |
| 2022              | Weltmeisterschaften           | Eugene            | 10.               | Hammerwurf        | 73,91 m           |
| 2023              | Südamerikameisterschaften     | São Paulo         | 1.                | Hammerwurf        | 75,92 m           |
| 2023              | Weltmeisterschaften           | Budapest          | 20.               | Hammerwurf        | 72,80 m           |

## Leistungsentwicklung
- 2013: 60,40 m
- 2014: 66,19 m
- 2015: 71,01 m
- 2016: 72,67 m
- 2017: 74,41 m
- 2018: 76,87 m
- 2021: 77,70 m; (chilenischer Rekord)